# Sousa teuszii
Sousa teuszii (Соуса атлантичний) — вид плацентарних ссавців родини Дельфінові.

## Поширення
Ендемік східної частини тропічної та субтропічної Атлантики, де обмежений прибережними водами. Поширений від Західної Сахари на півночі до Камеруну на півдні. Запливає у річки, але залишається в межах припливного впливу. Найкращим середовищем проживання є близькість до мілини, солонуваті, мангрові гирла річок, і каламутні води з температурою від 17 °C і 28 °C.

## Фізичні характеристики
Вони сіруваті і темніють з віком. Sousa teuszii від 1,2 до 2,5 метрів у довжину і можуть важити від 75 до 150 кг.

## Поведінка
Поживою служить прибережна риба, така як сардини і кефаль. Вони живуть поодинці або в невеликих групах від двох до десяти тварин.

## Життєвий цикл
Мало що відомо про відтворення. Дитинчата з'являються на світ у період з грудня по лютий. Тривалість життя, як очікується від 15 до 20років.